# Ivo Pękalski
Ivo Pękalski (ur. 3 listopada 1990 w Lund) – szwedzki piłkarz polskiego pochodzenia, grający na pozycji pomocnika. Od 2016 zawodnik Halmstads BK.

## Dzieciństwo
Jego rodzice (Roman Rzucidło i Lila zd. Pękalska) pochodzą z Rzeszowa i w 1989 wyemigrowali do Szwecji. Tam wzięli ślub, tam również na świat przyszła dwójka ich synów: Ivo oraz Phillip (ur. w 2002). Ojciec był piłkarzem i koszykarzem Resovii oraz w latach 80. wokalistą post punkowej grupy muzycznej Aurora. Kiedy Ivo zaczął chodzić do szkoły rodzina zmieniła nazwisko z Rzucidło na Pękalski (panieńskie matki Iva) – z uwagi na fakt, że Rzucidło było w Szwecji  „niewymawialne”. Ojciec został pierwszym trenerem Iva, gdy ten miał 5 lat.

## Kariera klubowa
Pękalski rozpoczynał karierę w klubach Linero IF i Lunds BK, a w 2005 roku przeniósł się do Landskrona BoIS. 27 lipca 2009 Pękalski został sprzedany do Malmö FF. Pod koniec listopada podpisał kontrakt z BK Häcken, obowiązujący od 1 stycznia 2014. W 2016 przeszedł do Halmstads BK.